# Liste der Gouverneure von Trinidad
Liste der Gouverneure von Trinidad (1506–1889):

## Spanische Gouverneure (1506–1797)
- 1506–1526: Diego Colón
- 1520: Rodrigo de Bastidas
- 1530–1538: Don Antonio Sedeño
- 1571–1591: Don Juan Ponce de León Troche
- 1580–1597: Antonio de Berrío
- 1597–1612: Fernando de Berrío
- 1615–1618: Don Diego Palomeque de Acuña
- 1619–1622: Fernando de Berrío
- 1624–1631: Don Luis de Monsalves
- 1631–1636: Cristóval de Aranda
- 1636–1641: Diego López de Escobar
- 1642–1657: Don Martín de Mendoza y Berrío
- 1657–1664: Juan de Viedma
- 1665–1668: José de Aspe y Zuñiga
- 1670–1677: Diego Ximenes de Aldana
- 1678–1682: Tiburcio de Aspe y Zúñiga
- 1682–1688: Diego Suárez Ponce de León
- 1688–1690: Sebastian de Roseta
- 1692–1698: Francisco de Ménez
- 1699: José de León Echales
- 1700–1705: Francisco Ruíz de Aguirre
- 1705–1711: Felipe de Artineda
- 1711–1716: Cristóbal Félix de Guzmán
- 1716–1721: Pedro de Yarza
- 1721: Juan de Orvay (kommissarisch)
- 1721–1726: Martín Pérez de Anda y Salazar
- 1726–1731: Agustín de Arredonda
- 1731–1732: Bartholomé de Aldunate y Rada
- 1734–1746: Estevan Simón de Linán y Vera
- 1746–1752: Juan José Salcedo
- 1752–1757: Francisco Nanclares
- 1757–1760: Pedro de La Moneda
- 1760–1762: Jacinto San Juan
- 1762–1766: José Antonio Gil
- 1766–1773: José de Flores
- 1773–1776: Juan de Dios Valdés y Yarza
- 1776–1779: Don Manuel Fálques (Militärgouverneur)
- 1779–1783: Martín de Salaverría (Zivilgouverneur)
- 1779–1781: Rafael Delgado (Militärgouverneur)
- 1781–1784: Juan Francisco Machado (Militärgouverneur, kommissarisch)
- 1784: Antonio Barreto (kommissarisch)
- 1784–1797: Don José María Chacón

## Britische Gouverneure (1797–1889)
- 1797: Sir Ralph Abercromby
- 1797–1803: Thomas Picton
- 1803–1804: Amt in Kommission (William Fullarton, Samuel Hood, Thomas Picton)
- 1804–1811: Sir Thomas Hislop, 1. Baronet
- 1811–1813: Hector William Munro
- 1813–1828: Sir Ralph Woodford, 2. Baronet
- 1828–1828: Henry Capadose (kommissarisch)
- 1828–1829: Charles Felix Smith
- 1829–1833: Lewis Grant
- 1833–1839: Sir George Hill, 2. Baronet
- 1839–1840: John Alexander Mein (kommissarisch)
- 1840–1846: Henry George Macleod
- 1846–1854: George Harris, 3. Baron Harris
- 1854: L. Bourchier (kommissarisch)
- 1854–1856: Sir Charles Elliot
- 1856–1857: B. Brooks (kommissarisch)
- 1857–1864: Robert William Keate
- 1864: N.N. Thompson (kommissarisch)
- 1864–1866: Sir John Manners-Sutton
- 1866: Edward Everard Rushworth (kommissarisch)
- 1866–1870: Sir Arthur Charles Hamilton-Gordon
- 1870–1874: James Robert Longden
- 1874: William Cairns
- 1874: John Scott Bushe (kommissarisch)

- 1874–1876: Henry Turner Irving

Flagge des Gouverneurs von Trinidad (1875–1889)

- 1876–1877: John Scott Bushe (erneut) (kommissarisch)
- 1877–1878: G.M. Desvoeux (kommissarisch)
- 1878–1880: Henry Turner Irving (erneut)
- 1880:William Rowland Pyne (kommissarisch)
- 1880: William A.G. Young (kommissarisch)
- 1880–1884: Sir Sanford Freeling
- 1884: John Scott Bushe (kommissarisch)
- 1884–1884: Sir Frederick Palgrave Barlee (kommissarisch)
- 1884–1885: John Scott Bushe (erneut)(kommissarisch)
- 1885–1885: Sir Arthur Elibank Havelock
- 1885: David Wilson (kommissarisch)
- 1885–1889: Sir William Robinson (wurde 1889 Gouverneur von Trinidad und Tobago)